# Конкон
Конкон (исп. Concón) — город в Чили. Административный центр одноимённой коммуны. Население города — 31 558 человек (2002). Город и коммуна входит в состав провинции Вальпараисо и области Вальпараисо. Город входит в состав городской агломерации Большой Вальпараисо.
Территория — 76 км². Численность населения — 42 152 жителя (2017). Плотность населения — 554,6 чел./км².
Из Конкона 22 декабря 2013 года стартовал на вёсельной лодке российский путешественник Фёдор Конюхов. 31 мая 2014 года он достиг берегов Австралии, потратив, таким образом, на путешествие 160 дней, что стало лучшим результатом для перехода в одиночку на вёсельной лодке без заходов в порты и посторонней помощи (лучшее из предыдущих подобных путешествий длилось 273 дня).

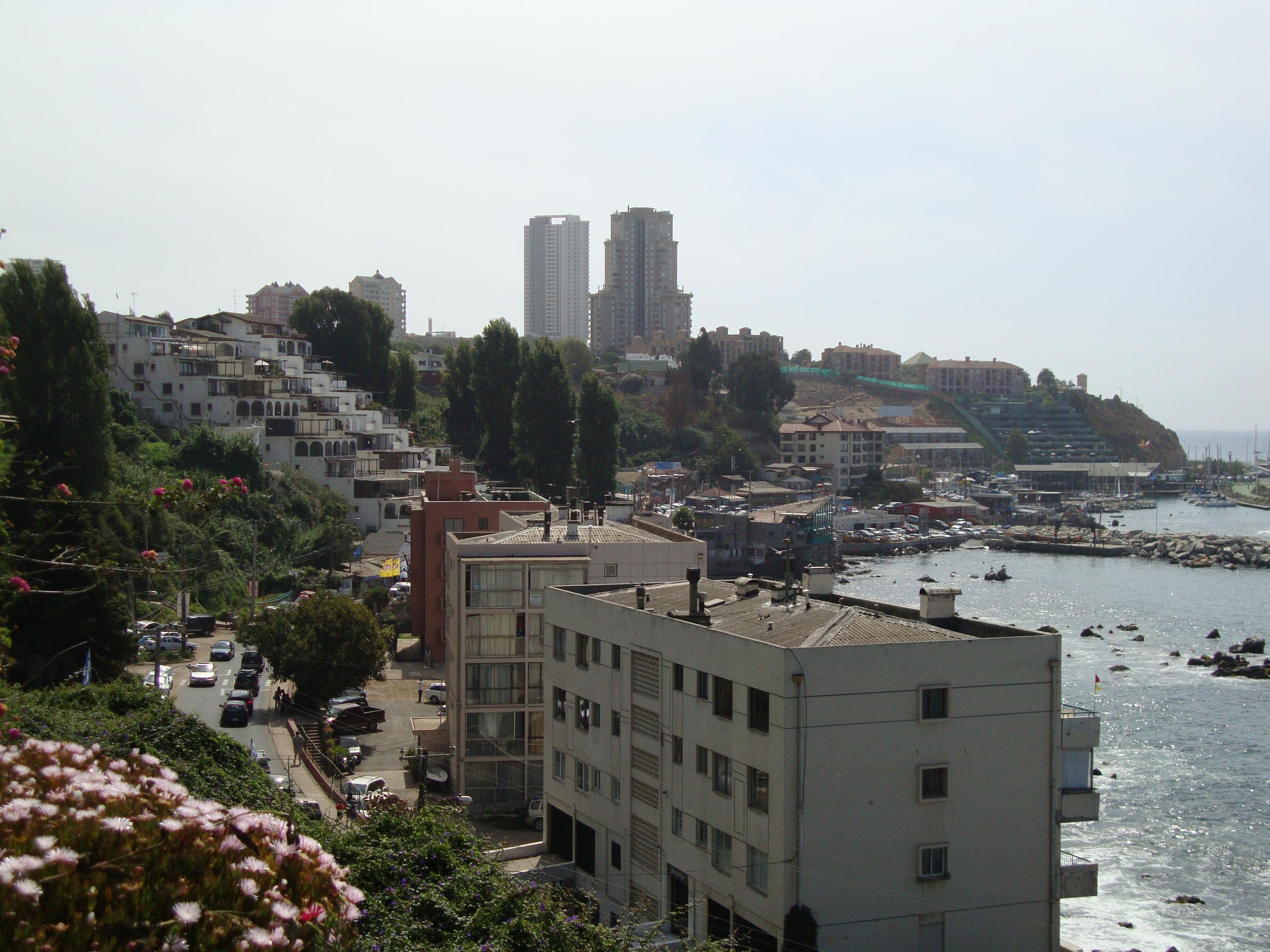

## Промышленность
В городе находится крупный нефтеперерабатывающий комплекс компании ЭНАП (Эмпреса Насьональ де Петроле) с установленной мощностью нефтепереработки — 3,2 млн тонн/год.

## Расположение
Город расположен в 15 км на северо-восток от административного центра области города Вальпараисо.
Коммуна граничит:
- на севере — c коммуной Кинтеро
- на востоке — с коммуной Лимаче
- на юге — c коммуной Килпуэ
- на юго-западе — c коммуной Винья-дель-Мар

На западе находится побережье Тихого океана.

## Демография
Согласно сведениям, собранным в ходе переписи 2017 г.  Национальным институтом статистики (INE),  население коммуны составляет:
| Полное население                          | Полное население                          | Полное население                          | Полное население                          | Полное население                          | 42 152 |
| ----------------------------------------- | ----------------------------------------- | ----------------------------------------- | ----------------------------------------- | ----------------------------------------- | ------ |
| в том числе:                              | Городское население                       | 39 409                                    | Процент городского населения, %           | 93,49                                     |        |
|                                           | Сельское население                        | 2 743                                     | Процент сельского населения, %            | 6,51                                      |        |
|                                           | Мужское население                         | 20 321                                    | Процент мужского населения, %             | 48,21                                     |        |
|                                           | Женское население                         | 21 831                                    | Процент женского населения, %             | 51,79                                     |        |
| Плотность населения, чел/км²              | Плотность населения, чел/км²              | Плотность населения, чел/км²              | Плотность населения, чел/км²              | Плотность населения, чел/км²              | 554,6  |
| Население коммуны в % к населению области | Население коммуны в % к населению области | Население коммуны в % к населению области | Население коммуны в % к населению области | Население коммуны в % к населению области | 2,32   |

| Динамика изменения населения коммуны | Динамика изменения населения коммуны | Динамика изменения населения коммуны | Динамика изменения населения коммуны |
| ------------------------------------ | ------------------------------------ | ------------------------------------ | ------------------------------------ |
| 1992                                 | 2002                                 | 2012                                 | 2017                                 |
| 18 872                               | 32 273▲                              | 37 765▲                              | 42 152▲                              |

## Важнейшие населенные пункты[5]
| № | Населённый пункт    | Населённый пункт (исп.) | Категория | Население чел. (2002) | На карте                        |
| - | ------------------- | ----------------------- | --------- | --------------------- | ------------------------------- |
| 1 | Конкон              | Concón                  | город     | 31558                 | 32°55′19″ ю. ш. 71°30′57″ з. д. |
| 2 | Вилья-Индепенденсия | Villa Independencia     | поселок   | 252                   | 32°55′51″ ю. ш. 71°26′47″ з. д. |
| 3 | Индепенденсия-Сур   | Independencia Sur       | поселок   | 103                   | 32°56′08″ ю. ш. 71°26′14″ з. д. |
| 4 | Вилья-Илюсион       | Villa Ilusión           | поселок   | 77                    | 32°56′03″ ю. ш. 71°26′22″ з. д. |